# Nathalie Bolgert
Nathalie Renée Bolgert (ur. 22 maja 1960) – francuska oraz polska działaczka społeczna, organizatorka ruchu banków żywności w Polsce.

## Życiorys
Absolwentka francuskiej École normale supérieure, kształciła się także m.in. na amerykańskich uczelniach (Stanford University i Princeton University). Pracowała we Francji jako nauczycielka i konsultantka strategiczna. W 1990 na stałe zamieszkała w Polsce. W pierwszej połowie lat 90. pracowała jako doradca prezesa zarządu Banku Inicjatyw Społeczno-Ekonomicznych (była współorganizatorką tego banku). Uzyskała także polskie obywatelstwo.
Była redaktorem „Le Courrier de Varsovie”, francuskojęzycznego tygodnika wydawanego w Polsce. Od 1999 zatrudniona w Polsko-Amerykańskim Funduszu Pożyczkowym Inicjatyw Obywatelskich, programie dwustronnym wspierania organizacji pozarządowych, była pierwszym dyrektorem tej inicjatywy. Od 1995 zaangażowana w tworzenie ruchu banków żywności w Polsce. Została jednym z fundatorów Fundacji Bank Żywności SOS w Warszawie (pierwszego banku żywności w Polsce) i wiceprezesem zarządu Polskiej Federacji Banków Żywności. Działa także w szeregu innych podmiotów trzeciego sektora, tj. Fundacja im. Stefana Batorego i Fundacja Inicjatyw Społeczno-Ekonomicznych, a także stowarzyszenie Solidarité France-Pologne.
W 2011 prezydent Bronisław Komorowski odznaczył ją Krzyżem Oficerskim Orderu Odrodzenia Polski.